# William W. Chapman

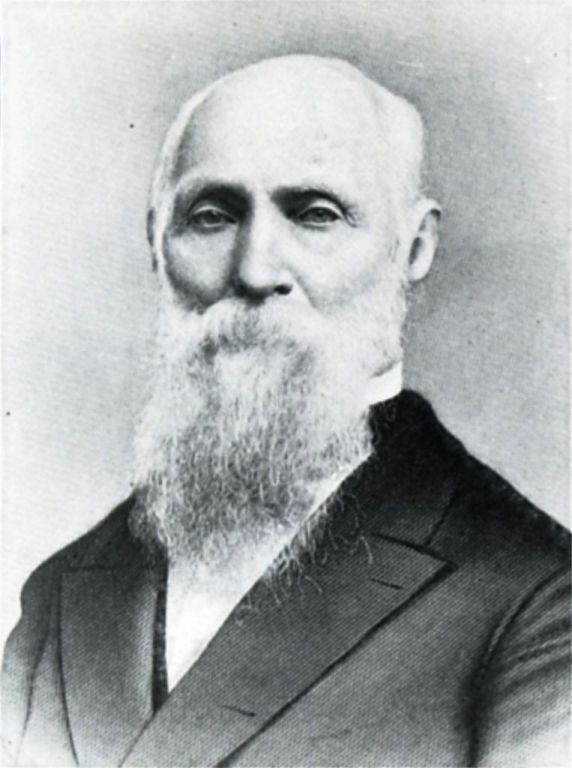
William W. Chapman

William Williams Chapman (* 11. August 1808 in Clarksburg, Virginia; † 18. Oktober 1892 in Portland, Oregon) war ein US-amerikanischer Politiker. Zwischen 1838 und 1840 vertrat er das Iowa-Territorium als Delegierter im US-Repräsentantenhaus.

## Werdegang
William Chapman wurde 1808 in Clarksburg im heutigen West Virginia geboren. Er besuchte die öffentlichen Schulen seiner Heimat. Nach einem anschließenden Jurastudium und seiner Zulassung als Rechtsanwalt begann er in Middleton (Virginia) in seinem neuen Beruf zu praktizieren. Im Jahr 1835 zog er in das damalige Michigan-Territorium. Er war einer der ersten Siedler in Burlington, das heute zu Iowa gehört. Im Jahr 1836 war er Staatsanwalt im Michigan- und dann im Wisconsin-Territorium.
Politisch war Chapman Mitglied der Demokratischen Partei. Als das neue Iowa-Territorium eine Kongressvertretung zugestanden bekam, wurde Chapman zum ersten Delegierten des neuen Territoriums im Kongress in Washington, D.C. gewählt. Dieses Mandat übte er zwischen dem 10. September 1838 und dem 27. Oktober 1840 aus. Im Kongress hatte er kein Stimmrecht. Aufgrund der gesetzlichen Vorschriften seines Territoriums endete seine Amtszeit bereits im Oktober 1840 und nicht am Ende der Legislaturperiode des Kongresses am 3. März 1841. Sein Mandat fiel am 28. Oktober 1840 an Augustus C. Dodge.
1843 zog Chapman in das Wapello County im Iowa-Territorium. Im Jahr 1844 war er Delegierter auf der ersten verfassungsgebenden Versammlung für Iowa, die in Iowa City stattfand. 1847 verließ Chapman Iowa; er zog zunächst nach Oregon und 1848 nach Kalifornien, wo damals der Goldrausch ausbrach. Später kehrte er nach Portland in Oregon zurück, wo er als Rechtsanwalt arbeitete. 1849 war er Abgeordneter im territorialen Repräsentantenhaus. Er half auch beim Aufbau der Infrastruktur der Stadt Portland und mit dem Oregonian gründete er die erste Zeitung im Oregon-Territorium. Im Jahr 1853 zog Chapman nach Fort Umpqua im südlichen Oregon. Dort betrieb er auf einer Ranch Viehzucht. Er behielt aber seine Anwaltskanzlei in Portland. Während des sogenannten Rogue River War (1855–1856), eines lokalen Indianerkrieges, war Chapman Oberstleutnant der Miliz. Im Jahr 1857 zog er nach Eugene. Zwischen 1857 und 1861 war er Leiter der Landvermessung in seinem Gebiet. In dieser Zeit wurde Oregon 1859 offizieller Bundesstaat der Vereinigten Staaten.
Nach der Wahl von Abraham Lincoln zum Präsidenten trat Chapman von seinem Amt zurück, da er in Opposition zur neuen Bundesregierung und der Republikanischen Partei stand. In den folgenden Jahren lebte er wieder in Portland, wo er als Anwalt arbeitete und den Eisenbahnausbau förderte. Im Jahr 1868 wurde er in das Repräsentantenhaus von Oregon gewählt. Dort sorgte er für einen Regierungszuschuss von 30.000 Dollar zum Kauf und Betrieb eines Dampfschiffes, das in der Mündung des Columbia River als Lotsenboot eingesetzt wurde, um den Schiffsverkehr und damit den Handel in dieser Region zu steigern. William Chapman starb am 18. Oktober 1892 in Portland. Er war seit 1832 mit Margaret Ingraham verheiratet, mit der er sieben Kinder hatte.